# 牛津 (佛羅里達州)
牛津（英語：Oxford）是位於美國佛羅里達州薩姆特縣的一個非建制地區。該地的面積和人口皆未知。

## 地理
牛津的座標為28°55′39″N 82°02′14″W / 28.92750°N 82.03722°W，而該地的平均海拔高度為32米（即105英尺）。